# 挪威大学列表
挪威的高等教育機構可分為三類：大學（Universitetet）、學院（Høgskole）、與特殊性质的大学（Vitenskapelig høgskole）。

## 大學
- 阿格德爾大學，位於克里斯蒂安桑及格里姆斯塔
- 卑尔根大学，位於卑尔根
- 諾爾蘭大學，位於博德
- 奥斯陆大学，位於奥斯陆
- 斯塔萬格大學，位於斯塔萬格
- 特罗姆瑟大学（Universitetet i Tromsø），位於特罗姆瑟
- 挪威科技大學（Norges Teknisk-Naturvitenskapelige Universitet），位於特隆赫姆
- 挪威生命科學大學（Universitetet for miljø- og biovitenskap），位於奧斯（Ås）

## 學院
- 卑爾根學院（Høgskolen i Bergen），位於卑尔根
- 布斯克呂學院（Høgskolen i Buskerud），位於德拉門、赫訥福斯、及孔斯貝格
- 芬馬克學院（Høgskolen i Finnmark），位於阿爾塔及亨墨菲斯
- 約維克學院（Høgskolen i Gjøvik），位於約維克
- 哈爾斯塔學院（Høgskolen i Harstad），位於哈爾斯塔
- 海德马克學院（Høgskolen i Hedmark），位於海德马克
- 利勒哈默爾學院（Høgskolen i Lillehammer），位於利勒哈默爾
- 納爾維克學院（Høgskolen i Narvik），位於納爾維克
- 內斯納學院（Høgskolen i Nesna），主校區位於內斯納（Nesna）
- 北特倫德拉格學院（Høgskolen i Nord-Trøndelag），位於斯泰恩謝爾、萊旺厄爾、南姆索斯（Namsos）、及斯徹達爾
- 奧斯陸-阿克什胡斯學院（Høgskolen i Oslo og Akerhus），位於奧斯陸及蕭勒（Kjeller）
- 松恩-菲尤拉訥學院（Høgskolen i Sogn og Fjordane），位於松達爾（Sogndal）及弗爾德（Førde）
- 海于格松/斯圖德學院（Høgskolen Stord/Haugesund），位於海于格松及斯圖德（Stord）
- 南特倫德拉格學院（Høgskolen i Sør-Trøndelag），位於特隆赫姆
- 泰勒馬克學院（Høgskolen i Telemark），位於伯（Bø）、諾托登（Notodden）、波什格倫、及拉蘭（Rauland），另於德拉門設有學前及師範教育學程
- 西福爾學院（Høgskolen i Vestfold），位於霍滕
- 福爾達學院（Høgskolen i Volda），位於沃爾達（Volda）
- 东福尔学院（Høgskolen i Østfold），位於腓特烈斯塔及哈爾登
- 奧勒松學院（Høgskolen i Ålesund），位於奧勒松
- 薩米學院（Samisk høgskole），位於凱於圖凱努
- 卑爾根藝術與設計學院（Kunst- og designhøgskolen i Bergen），位於卑爾根
- 奧斯陸藝術學院（Kunsthøgskolen i Oslo），位於奧斯陸

## 特殊性质的大学
- 奧斯陸建築與設計學院（Arkitektur- og designhøgskolen i Oslo），位於奥斯陆
- BI挪威管理學院（BI挪威商學院），位於奥斯陆，於其他城市有分校
- 莫爾德學院（Høgskolen i Molde），位於莫爾德
- 挪威經濟管理學院（Norges Handelshøyskole），位於卑尔根
- 挪威運動科學學院（Norges idrettshøgskole），位於奥斯陆
- 挪威音樂學院（Norges musikkhøgskole），位於奥斯陆
- 挪威獸醫學院（Norges veterinærhøgskole），位於奥斯陆
- MF挪威神學院，位於奥斯陆
- 使命與神學院（Misjonshøgskolen），位於斯塔萬格

特殊性质的大学是指高于大学院但低于大学设置的高等学府

## 参看
- 挪威教育